# Annemarie Schellenberg
Annemarie Schellenberg (* 1. Juni 1906 in Mannheim; † 6. Februar 1995 in Berlin), geborene Geiler, war eine deutsche Politikerin (SPD).
Annemarie Geiler war eine Tochter des hessischen Ministerpräsidenten Karl Geiler (1878–1953) und besuchte ein Gymnasium. Sie machte das Abitur und studierte ab 1925 Rechtswissenschaften an den Universitäten Heidelberg, München und Berlin. Sie wurde Referendarin und promovierte zum Dr. jur. Mit der „Machtergreifung“ der Nationalsozialisten wurde Geiler 1933 gemaßregelt und aus dem Staatsdienst entlassen. Ab 1936 arbeitete sie als Archivarin.

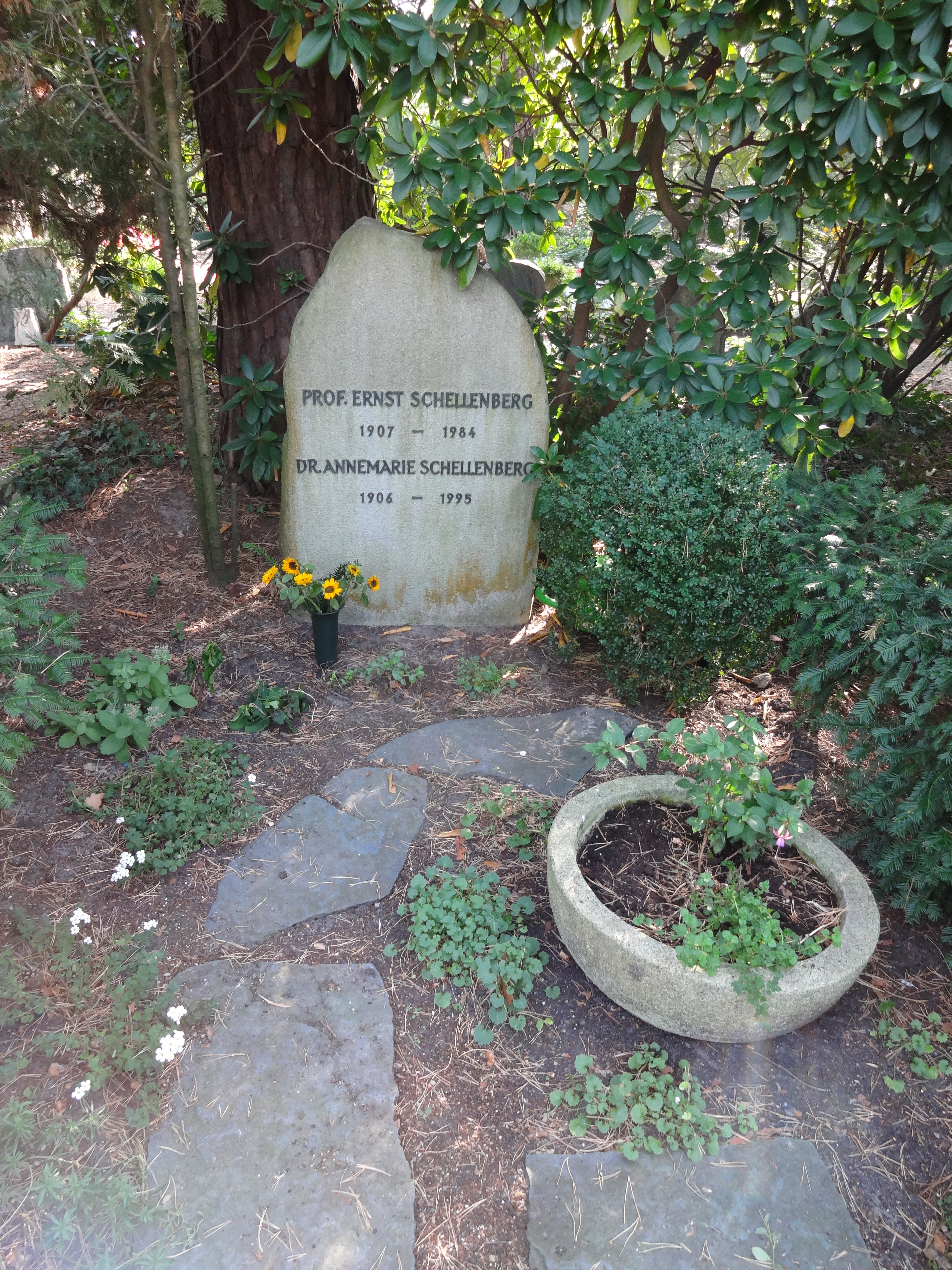
Grab des Ehepaars Annemarie und Ernst Schellenberg

Nach dem Zweiten Weltkrieg trat Geiler 1945 der Kommunistischen Partei Deutschlands (KPD) und im folgenden Jahr der Sozialistischen Einheitspartei Deutschlands (SED) bei. 1947 wurde sie Leiterin des Sekretariats des Ständigen Ausschusses des Deutschen Volkskongresses. Im selben Jahr heiratete sie den späteren Bundestagsabgeordneten Ernst Schellenberg und wechselte zur SPD. Sie war beim Oberverwaltungsgericht Berlin und beim Landessozialgericht Berlin ehrenamtlich tätig. Bei der Berliner Wahl 1963 wurde Schellenberg in das Abgeordnetenhaus von Berlin gewählt, dem sie bis 1967 angehörte. Sie war Mitglied des Rundfunkrats des Senders Freies Berlin (SFB).
Schellenberg wurde am Waldfriedhof Dahlem beerdigt.